# Мокра Балка
Мо́кра Балка — ботанічна пам'ятка природи місцевого значення в Україні. Розташована на території Казанківського району Миколаївської області, у межах Каширівської сільської ради.
Площа — 30 га. Статус надано згідно з рішенням Миколаївської обласної ради № 24 від 02.02.1995 року задля охорони зональних угруповань формацій.
Пам'ятка природи розташована на схід від села Каширівка.
Територія заповідного об'єкта слугує для збереження та охорони місцезнаходження та характеру природних комплексів.